# Prodaja Dalmacije Mlecima 1409.
██ Hrvatska u uniji s Mađarskom
██ Kraljevina Ugarska
██ Banovina Bosna
██ Habsburške zemlje
██ Akvilejska patrijaršija
██ Mletačka Republika
██ Dubrovačka Republika
██ Srpsko carstvo
Prodaja Dalmacije Mlecima, ponekad nazvana i sramnom prodajom Dalmacije, označava događaj u kojem su ugarski kralj Ladislav Napuljski prodao Dalmaciju Mlečanima 9. srpnja 1409.

## Povijest
Poraz pristaša Ladislava Napuljskog u Bosni od ruke Žigmunda Luksemburškog snažno je demoralizirao kralja Ladislava. Posljedica je bila da je isti koncem prosinca 1408., preko sudca Panella, ponudio Mlečanima svoj dio Dalmacije za 300 000 dukata.
Dana 12. prosinca 1408. Ladislav je dobio mletački odgovor, kojim mu izjavljuju da je rečeno ozemlje opustilo od rata, da dugo neće davati prihoda, a radi njega će morati u skupo ratovanje, pa iskazuju spremnost ponuditi 100 000 dukata, u četiri obroka, od kojih prvi bi dospio na naplatu odmah, a ostali kroz tri godine.
Već sljedeće godine, 30. siječnja 1409. je započelo cjenkanje: Ladislav je tada zatražio 200 000 dukata od Mlečana, da bi 4. veljače iste godine spustio cijenu, ponudivši Dalmaciju za 150 000 dukata.
Mlečani su tada spustili cijenu na 60 000, možebitno 70 000 dukata, i to u tri obroka.[nedostaje izvor] Pretpostavka je da je to bilo zbog imenovanja za bana Karla Kurjakovića, što je povećalo nesigurnost posjeda Dalmacije.[nedostaje izvor]
Ladislav Napuljski preselio je tijekom travnja 1409. svoju plovu u sigurniji dio Dalmacije, odnosno u onaj dio koji je bio još pod njegovom vlašću, za obranu.[nedostaje izvor]
Konačno, 9. srpnja 1409., u Mletcima, u crkvi sv. Silvestra sklopiljen je ugovor. Dužd Mihovil Steno i Mletci su za 100 000 dukata od ugarskoga kralja Ladislava kupili sav njegov posjed koji je imao u Dalmaciji, točnije grad Zadar s tvrđavom i kotarom, Novigrad, Vranu i otok Pag, sa svim pravima ne samo ovo područje, nego i na čitavu Dalmaciju.
Već 29. srpnja 1409. na zadarskom gradskom zidu zavihoren je mletački barjak. Ironija je u tome što je prije šest godina, u istom gradu, na ustrajanje hrvatske strane, baš u Zadru okrunjen Ladislav Napuljski za hrvatskog kralja, a pritom je još i dao riječ da će „braniti cjelokupnost Dalmacije, Hrvatske i Slavonije”.[nedostaje izvor]